# Storträsket (Råneå socken, Norrbotten, 733403-179582)
Storträsket är en sjö i Luleå kommun i Norrbotten och ingår i Vitåns huvudavrinningsområde. Sjön har en area på 0,0263 kvadratkilometer och ligger 30,8 meter över havet.

## Delavrinningsområde
Storträsket ingår i det delavrinningsområde (733201-180025) som SMHI kallar för Inloppet i Vitåfjärden. Medelhöjden är 74 meter över havet och ytan är 58,67 kvadratkilometer. Räknas de 15 avrinningsområdena uppströms in blir den ackumulerade arean 374,23 kvadratkilometer. Avrinningsområdets utflöde Vitån mynnar i havet. Avrinningsområdet består mestadels av skog (81 procent). Avrinningsområdet har 0,09 kvadratkilometer vattenytor vilket ger det en sjöprocent på 0,2 procent.